# Ivo Banac
Ivo Banac (hr[iːʋo baːnats]; n. 1 martie 1947, Dubrovnik, Iugoslavia – d. 30 iunie 2020, Zagreb, Croația) a fost un istoric croato-american, fost profesor de istorie europeană la Universitatea Yale și președinte al Partidului Liberal din Croația. În anul 2012 Banac a fost consultant al Institutului Bosniac.

## Biografie
Banac s-a născut la Dubrovnik în 1947. A emigrat în 1959, împreună cu mama sa, în Statele Unite ale Americii, unde se afla deja tatăl său care fugise din Iugoslavia în 1947. După moartea tatălui său într-un accident de circulație, un an mai târziu, Ivo a locuit cu mama sa la New York, unde a studiat apoi istoria la Universitatea Fordham, absolvind în 1969. În același an, Banac s-a mutat în California, urmând studii de masterat și doctorat la Universitatea Stanford. Deși a fost membru al organizației Students for a Democratic Society, el nu a fost atras de mișcarea flower power de pe Coasta de Vest de la sfârșitul anilor 1960.
Banac a lucrat la Departamentul de Istorie și Lingvistică al Universității Stanford din 1972 până în 1977, iar apoi s-a mutat înapoi pe Coasta de Est pentru a preda la Universitatea Yale. În timp ce se afla la Yale, a obținut definitivatul pe post și a deținut două mandate de decan al Pierson College (1988-1995).
În timpul șederii sale în Statele Unite, Banac a vizitat în mod regulat Iugoslavia. În timp ce se afla în vizită la Zagreb în 1971, i-a cunoscut pe Vlado Gotovac și Franjo Tuđman, care vor deveni amândoi politicieni croați de prim rang după căderea regimului comunist. Banac a rămas în strânsă legătură cu Gotovac până la moartea acestuia în 2000; pe de altă parte, s-a spus că el nu avea o relație prea bună cu Tuđman, pe care l-a descris ca fiind o persoană care nu putea tolera păreri diferite. Cu toate acestea, Banac a organizat conferința ținută de Tuđman la Universitatea Yale în 1990. În 1990 Banac a fost acceptat ca membru asociat al Academiei Croate de Științe și Arte.
Între anii 1994 și 1999 a fost directorul Institutului pentru Europa de Sud de la Universitatea Central Europeană din Budapesta. Începând din 1990 Ivo Banac s-a implicat în viața politică croată. A făcut parte din Partidul Social Liberal Croat (HSLS) și a devenit unul dintre cei mai puternici critici ai lui Franjo Tuđman și ai guvernului său, în special a politicii externe croate cu privire la Bosnia și Herțegovina. El și-a exprimat criticile într-un articol publicat în revista politică croată Feral Tribune. După scindarea HSLS în 1997, Banac s-a alăturat Partidului Liberal (LS), păstrând o distanță critică față de guvern, chiar și după ce partidul său a intrat în noua coaliție de guvernare de centru-stânga în anul 2000.
El l-a acuzat adesea pe prim-ministrul Ivica Račan, președintele Partidului Social-Democrat (SDP), că nu a făcut suficient pentru a contracara acțiunile politice negative din epoca lui Tuđman. Multă lume a fost surprinsă atunci când Banac, care avea o reputație de intelectual independent și nonconformist, a devenit președintele LS și apoi a fost numit în postul de ministru al protecției mediului în 2003. El a deținut această funcție doar câteva luni, până când SDP - partidul cu care s-a aliniat LS - a pierdut alegerile în fața Uniunii Democratice Croate (HDZ).
A fost ales deputat în Parlamentul Croat în urma alegerilor parlamentare din 2003. După alegeri, Banac a pledat pentru fuziunea tuturor partidelor liberale din Croația, dar i s-a opus Zlatko Kramarić, care a orchestrat înlăturarea lui Banac de la conducerea partidului în 2004. Banac a părăsit LS în februarie 2005 și a fost parlamentar independent în Sabor pentru tot restul mandatului său. El a fost criticat public pentru că ar fi utilizat în mod eronat fondurile publice, prin închirierea apartamentului său personal ca birou ministerial și pentru mobilarea acestuia cu banii contribuabililor. Banac a răspuns, la acuzațiile că aceste acțiuni ar reprezenta o manipulare greșită a fondurilor publice, că în timp ce „datele publicate în mass-media sunt corecte, totul este o chestiune de interpretare, este jumătatea plină sau jumătatea goală a paharului”. Între anii 2007 și 2009 Banac a fost președintele Comitetului Helsinki Croat pentru Drepturile Omului.
Ivo Banac era profesor emerit de istorie la Universitatea Yale. El a îndeplinit, de asemenea, funcția de director al Consiliului pentru Studii Europene al Universității Yale.

## Scrieri

### Cărți
- Banac, Ivo (1984). The National Question in Yugoslavia: Origins, History, Politics (ed. 1.). Ithaca, N.Y: Cornell University Press. ISBN 9780801416750.
  - Banac, Ivo (1988) [1984]. The National Question in Yugoslavia: Origins, History, Politics (ed. 1. printing of the 2.). Ithaca, N.Y: Cornell University Press.
  - Banac, Ivo (1992) [1984]. The National Question in Yugoslavia: Origins, History, Politics (ed. 2. printing of the 2.). Ithaca, N.Y: Cornell University Press. ISBN 0801494931.
- With Stalin against Tito: Cominformist splits in Yugoslav communism (1988)
- Cijena Bosne [The Price of Bosnia] (1996)
- Raspad Jugoslavije [The Break-up of Yugoslavia] (2001).

### Studii
- Banac, Ivo; Stancic, Niksa (1982), „Review of Hrvatska nacionalna ideologija preporodnog pokreta u Dalmaciji”, The American Historical Review, The American Historical Review, Vol. 87, No. 5, 87 (5), pp. 1426–27, doi:10.2307/1857021, JSTOR 1857021
- Banac, Ivo (1983), „The Confessional "Rule" and the Dubrovnik Exception: The Origins of the "Serb-Catholic" Circle in Nineteenth-Century Dalmatia”, Slavic Review, Slavic Review, Vol. 42, No. 3, 42 (3), pp. 448–474, doi:10.2307/2496046, JSTOR 2496046
- Banac, Ivo (1989), „Continuing EEPS”, East European Politics & Societies, 4 (1), pp. 1–3, doi:10.1177/0888325490004001001
- Banac, Ivo (1992), „The Demise of Yugoslavia: Introduction”, East European Politics & Societies, 6 (3), p. 219, doi:10.1177/0888325492006003001
- Banac, Ivo (1992), „Historiography of the Countries of Eastern Europe: Yugoslavia”, The American Historical Review, 97 (4), pp. 1084–1104, doi:10.2307/2165494, JSTOR 2165494
- Banac, Ivo (1993), „Misreading the Balkans”, Foreign Policy, 93 (93), pp. 173–182, doi:10.2307/1149027, JSTOR 1149027
- Banac, Ivo (1994), „EEPS and Editorial Transition”, East European Politics & Societies, 8 (3), pp. 381–382, doi:10.1177/0888325494008003001
- Banac, Ivo (1998), „Law, Lawyers and the Holocaust: The Case Against Vichy France”, Holocaust and Genocide Studies, 12 (1), pp. 175–177, doi:10.1093/hgs/12.1.175
- Banac, Ivo (2000), „Silencing the archival voice: the destruction of archives and other obstacles to archival research in post-communist Eastern Europe”, Arhivski Vjesnik, 42 (42)
- Banac, Ivo (2000), „Sorting Out the Balkans: Three New Looks at a Trouble Region”, Foreign Affairs, May/June 2000, arhivat din original la 11 decembrie 2008
- Banac, Ivo (2002), „The Weight Of False History”, Forum Bosnae (15), pp. 201–206
- Banac, Ivo (2008), „From Tito to Milosevic: Yugoslavia, the Lost Country”, The Slavonic and East European Review, 86 (1), pp. 180–181

## Legături externe
- Ivo Banac - Detalji znanstvenika Arhivat în 20 februarie 2012, la Wayback Machine.  (Profilul savantului pe site-ul Bibliotecii Institutului Ruđer Bošković)

| Funcții politice            | Funcții politice                                   | Funcții politice                    |
| --------------------------- | -------------------------------------------------- | ----------------------------------- |
| Predecesor: Božo Kovačević  | 0Ministru al protecției mediului0 2003             | Succesor: Marina Matulović-Dropulić |
| Funcții politice            |                                                    |                                     |
| Predecesor: Zlatko Kramarić | Președinte al Partidului Liberal 2003–2004         | Succesor: Zlatko Benašić            |
| Predecesor: Danijel Ivin    | Președinte al Comitetului Helsinki Croat 2007–2009 | Succesor: Ivan Zvonimir Čičak       |